# 金泰亦
金泰亦（韓語：김태이，1996年1月29日—），或譯作金泰伊，韓國男演員、模特兒。

## 演出作品

### 電視劇
| 年份 | 電視台 | 劇名           | 角色       | 備註  |
| 2016 | MBC    | 《Monster》    | 威龍       |       |
| 2017 | MBC    | 《醫療船》     | 車俊英     | [ 2 ] |
| 2019 | SBS    | 《皇后的品格》 | 兼職應徵者 |       |

### 話劇
| 年份 | 劇名                     | 角色   | 備註  |
| 2016 | 《我們第一次愛上的少年》 | 金聖嘆 | [ 3 ] |

## 綜藝節目
| 年份 | 日期     | 電視台 | 節目           | 備註 |
| 2022 | 7月15日- | TVING  | 《換乘戀愛 2》 |      |

## 外部連結
- 金泰亦的Instagram帳戶